# Zorzines speciosa
Zorzines speciosa är en fjärilsart som beskrevs av Inoue 1992. Zorzines speciosa ingår i släktet Zorzines och familjen nattflyn. Inga underarter finns listade i Catalogue of Life.